# Светли скелар
Светли скелар (лат. Carcharodus lavatherae) врста је лептира из породице скелара (лат. Hesperiidae).

## Опис врсте
Од сродних врста разликује се по светлијој боји, што је нарочито изражено са доње стране крила која је скоро бела и уочљива је бела мрља. Ређи је од других лептира из овог рода.

## Распрострањење и станиште
Може се наћи на ливадама, али је чешћи по каменитим теренима. Среће се само у јужној Европи, али и ту спорадично.

## Биљке хранитељке
Биљка хранитељка му је истац или сјеруша (Stachys spp.).